# Caloctenus aculeatus
Caloctenus aculeatus là một loài nhện trong họ Ctenidae.
Loài này thuộc chi Caloctenus. Caloctenus aculeatus được Eugen von Keyserling miêu tả năm 1877.